# Thomas Baltzer
Thomas Baltzer, född cirka 1630 i Lübeck, död 24 juli 1663 i London, var en tysk violinist och kompositör.
Baltzer tillhörde en känd musikersläkt från Lübeck. Efter åren i Sverige kom han till England där han väckte uppmärksamhet som virtuos och kompositör. 1661-1663 var han försteviolinist i Karl IIs hovkapell. Samtidigt med sin tjänst vid det svenska hovet ska han även en tid ha varit engagerad i Magnus Gabriel De la Gardies privata kapell.